# Sola (Cameroun)
Pour les articles homonymes, voir Sola.
Sola est une localité de la commune de Tibati, située  dans le département du Djérem au Cameroun. Sa population est de 210 habitants.